# Rhamnus maximovicziana
Rhamnus maximovicziana är en brakvedsväxtart som beskrevs av Ja. Vassiliev. Rhamnus maximovicziana ingår i släktet getaplar, och familjen brakvedsväxter. Utöver nominatformen finns också underarten R. m. oblongifolia.